# Кирилловка (Ленинградская область)
Кирилловка — деревня в Бережковском сельском поселении Волховского района Ленинградской области.

## История
По данным 1933 года деревня Кирилловка в составе Волховского района не значилась.
По данным 1966 года деревня Кирилловка входила в состав Волховского сельсовета Волховского района.
По данным 1973 и 1990 годов деревня Кирилловка входила в состав Прусыногорского сельсовета.
В 1997 и 2002 годах в деревне Кирилловка Бережковской волости не было постоянного населения.
В 2007 году в деревне Кирилловка Бережковского СП, также не было постоянного населения.

## География
Деревня расположена в южной части района на правом берегу реки Волхов.
Через деревню проходит автодорога 41К-022 (Кириши — Городище — Волхов).
Расстояние до административного центра поселения — 12 км.
Расстояние до ближайшей железнодорожной станции Гостинополье — 1 км.

## Демография
| 1997 | 2007 | 2010 | 2017 |
| ---- | ---- | ---- | ---- |
| 0    | →0   | ↗2   | ↗3   |

### Национальный состав
Согласно данным Всероссийской переписи населения 2021 года в деревне проживали 9 человек, все русские.